# Pennisetum
Pennisetum is een geslacht uit de grassenfamilie (Poaceae). De circa tachtig soorten van dit geslacht komen voornamelijk voor in warme tot tropische zones in de wereld, doch wordt ook in gematigde zones, zoals West-Europa, teruggevonden. Er is een soort die voorkomt op Antarctica. 
De soorten zijn eenjarig of vast en kunnen 1-4 m groot worden. Enkele van de soorten, waaronder Pennisetum purpureum, worden aangeplant in parken en tuinen ter verfraaiing. 

## Soorten (selectie)
Van het geslacht zijn onder andere de volgende soorten bekend: 
- Pennisetum alopecuroides
- Pennisetum arnhemicum
- Pennisetum bambusiforme
- Pennisetum caffrum
- Pennisetum chilense
- Pennisetum clandestinum
- Pennisetum divisum
- Pennisetum durum
- Pennisetum flaccidum
- Pennisetum frutescens
- Pennisetum glaucum
- Pennisetum laevigatum
- Pennisetum lanatum
- Pennisetum latifolium
- Pennisetum macrostachyum
- Pennisetum macrourum
- Pennisetum mezianum
- Pennisetum natalense
- Pennisetum nervosum
- Pennisetum nubicum
- Pennisetum occidentale
- Pennisetum orientale
- Pennisetum pallidum
- Pennisetum pedicellatum
- Pennisetum petiolare
- Pennisetum polystachion
- Pennisetum purpureum
- Pennisetum ramosum
- Pennisetum robustum
- Pennisetum setaceum - Sinds 2017 staat deze soort op de lijst van invasieve soorten die zorgwekkend zijn voor de Europese Unie [2]. Hoewel de soort vroeger erg populair was als aanplant in parken, mag deze soort niet meer verkocht of aangeplant worden in de Europese Unie [3] vanwege haar invasieve karakter en effect op de inheemse biodiversiteit.
- Pennisetum setosum
- Pennisetum sieberianum
- Pennisetum subangustum
- Pennisetum typhoides
- Pennisetum villosum